# 穆罕默德·阿齐兹汗
穆罕默德·阿齐兹汗（1947年1月1日—）上將，是巴基斯坦陆军的一名將領，于2001年10月被任命为巴基斯坦第11任参谋长联席会议主席，直到2005年退休。
在2001年担任参谋长联席会议主席之前，他是1999年卡吉尔战争中指挥北方陸軍司令部对抗印度军队的主要将领，也是1999年罷免時任總理納瓦茲·謝里夫的軍事政變的主要發起者之一。